# Stroncium-89
Stroncium-89 (89Sr) je radioizotop stroncia, přeměňuje se s poločasem přibližně 50,563 dne beta minus přeměnou na stabilní 89Y., vzniká při štěpení jader uranu a plutonia. Využívá se v medicíně.

## Fyziologické účinky a vyžití vmedicíně
Stroncium patří do stejné skupiny periodické tabulky jako vápník a je podobně metabolizováno; 89Sr se především zachytává v metabolicky aktivních místech kosti.